# Contea di Dane
La contea di Dane (in inglese, Dane County) è una contea dello Stato del Wisconsin, negli Stati Uniti. La popolazione al censimento del 2000 era di 426 526 abitanti. Il capoluogo di contea è Madison.